# 俞渤
俞渤（1926年—1974年），本名俞兆海，国民革命军陆军中将俞星槎之子，浙江东阳人。
原中华民国空军第八飞行大队中尉飞行员，中共地下党员，1948年12月驾驶B-24轰炸机从南京大校场机场起义。解放后长期在中国人民解放军空军任职，先后任人民空军军委航空局教官组副组长，上海军管会军事代表，华东军区航空处代理科长等职，1964年被授予中校军衔。

## 家庭背景
俞渤本名俞兆海，1926年6月出生于天津，全家六子一女，他是第三子。其父俞星槎曾任中央陆军官校教育处处长、军事委员会办公厅高级参谋室主任等职。
1934年俞星槎买下杭州西湖附近安吉路37号房子，全家在此度过一段平静的生活。
1940年6月，俞星槎赴重庆参加军事会议，遭遇日寇轰炸，在重庆菜园坝车覆殉职，1年后俞渤母亲也饮恨病逝。
1944年，俞渤的长兄带弟妹去广西乡下避难，途中惨遭日军杀害。

## 抗战
1944年，俞渤考入中山大学中文系，得知长兄被日军杀害后，投笔从戎，于同年8月考入空军军官学校第二十三期。
1945年，俞渤赴美进行飞行训练，准备回国参加抗战，在美学习尚未毕业，抗战便胜利结束。

## 第二次国共内战
1946年12月，俞渤从美国学成归来，对内战中的祖国感到深深的担忧。随后，和在美国同期的30多名飞官奉国防部之命，到空军第八飞行大队报到，驻上海大场机场。
1948年8月，经中共党组织审查发展为地下党员，并成为第八飞行大队中共临时支部的书记。当时地下党交给他的任务是：“保存自己，发展力量，待机发动起义”。
1948年11月，淮海战役越发激烈，国军空军差不多五分之四的兵力集中在南京。
1948年12月上旬，黄维兵团在双堆集被围，国军空军一天三、四次地从南京大校场起飞进行空投补给，并轰炸扫射解放军部队。俞渤接到了中共地下党组织“组织起义，炸毁大校场和伪总统府”的任务，随后逐个地研究了可能被争取来参加起义的对象，研究了工作方法和步骤。
1948年12月10日，俞渤把八大队内部情况和准备起义的情况报告上级，地下党组织决定以辽宁安东作为起义机场，把国军空军内地下党员的组织关系转往解放区，为起义做准备。随后，国民党对空军内的共产党组织活动似有察觉，为控制官兵，强迫前线空军军官人员家属全部船运台湾为人质，在此两难关头部分飞官动摇，不再参与地下党活动，他们虽保证“绝不出卖朋友”，但地下党的活动随时可能被国民党特务组织侦知。起义计划被迫提前。
1948年12月15日，俞渤和郝桂桥、周作舟（二人皆为八大队飞行员、中共地下党员）在南京夫子庙的一家饭馆楼上僻静的单间召开紧急支部会，决定：放弃原来组织较大规模起义的计划；尽快地夺机起义，不成功便炸毁飞机，投炸弹，与敌人同归于尽；单独轰炸大校场机场和总统府。 会后，俞渤把该决定告诉了志同道合的陈九英（八大队中尉飞行员）、张祖礼（中尉领航员）。
1948年12月16日夜，蒋介石到新生社（空军俱乐部）看望飞行员，并一同观看《国魂》（讲述文天祥抵抗蒙古族入侵的电影）。俞渤等五人趁机回宿舍，带上手枪、耳机和航行图囊，随后分成两组在黑夜里奔向大校场机场，于9点10分驾驶油弹均有的514号B－24轰炸机起飞并轰炸大校场机场、总统府，但因投弹系统被机场内另一线的地下党提前破坏（本意是为防止该轰炸机精确轰炸解放区）而误炸了长江边的燕子矶。由于轰炸时耗费了部分油量，飞机无法按原计划降落安东，最终于17日凌晨2点多降落在石家庄，受到解放军官兵欢迎。

## 新中国成立后
解放后，俞渤与航校的护士姜慧华结婚，生下两子一女。
解放后长期在人民空军中任职，先后出任人民空军军委航空局教官组副组长，上海军管会军事代表，华东军区航空处代理科长，第一航校训练处副处长、处长、团长，航校副参谋长、参谋长、副校长等职。
1964年被授予中校军衔，1970年停飞。
文化大革命期间，受到迫害，被下放到五七干校劳动，“九一三事件”后恢复工作。
1973年时，俞渤生病住院，1974年1月因病在北京空军总医院去世，年仅48岁，骨灰安葬在八宝山革命公墓。

## 艺术形象
2014年中国大陆电视剧《北平无战事》中男主角方孟敖（刘烨饰演）的原型之一即为俞渤，另一原型为谢派芬。